# Pachyserica numensis
Pachyserica numensis är en skalbaggsart som beskrevs av Ahrens 2004. Pachyserica numensis ingår i släktet Pachyserica och familjen Melolonthidae. Inga underarter finns listade i Catalogue of Life.